# Taxi-brousse
Le taxi-brousse est, en Afrique, un taxi collectif inter-urbain. Selon les véhicules, six à quinze passagers, voire plus, peuvent y prendre place et il ne part que lorsque toutes les places ont été vendues.

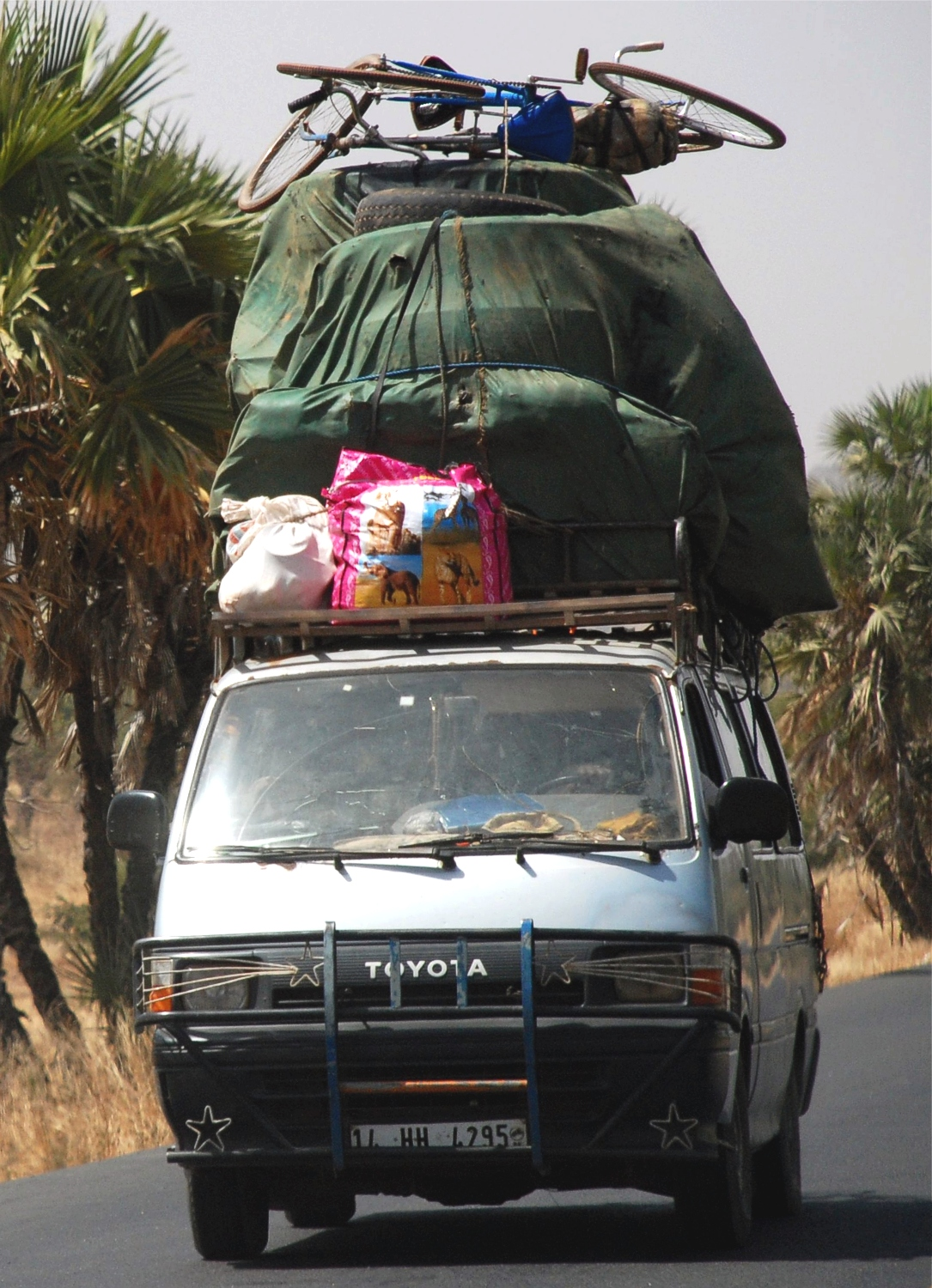
Taxi-brousse au Burkina Faso

## Description
Ce mode de transport existe dans tous les pays d'Afrique subsaharienne ainsi qu'au Maghreb où on l'appelle « louage ».
En Côte d'Ivoire, les taxis brousse sont souvent des Peugeot 504 break et font, entre autres, la navette Abidjan - Bassam. Ils ne doivent pas être confondus avec les gbaka qui circulent uniquement à Abidjan.

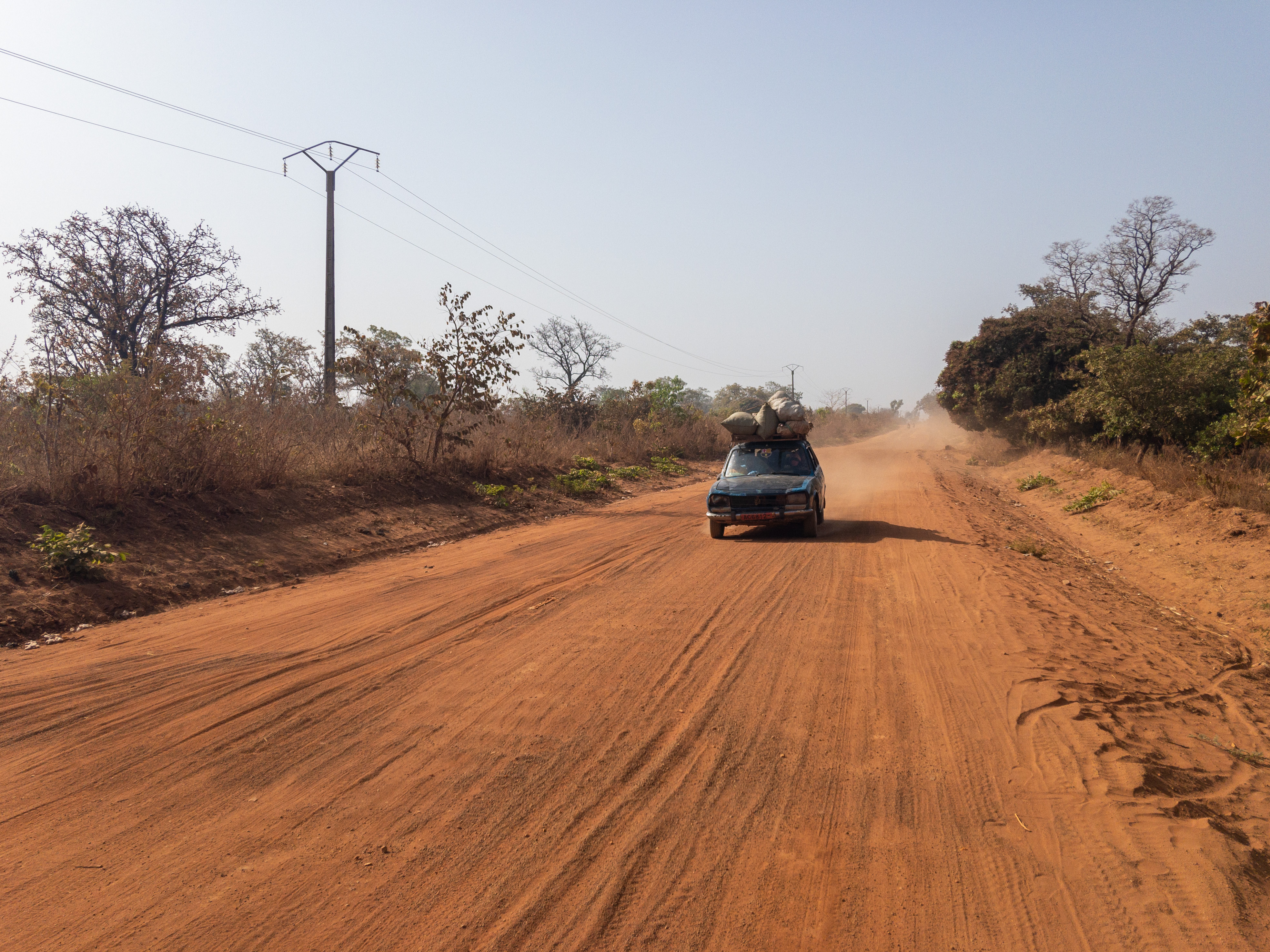
Taxi-brousse sur une piste au nord du Bénin.
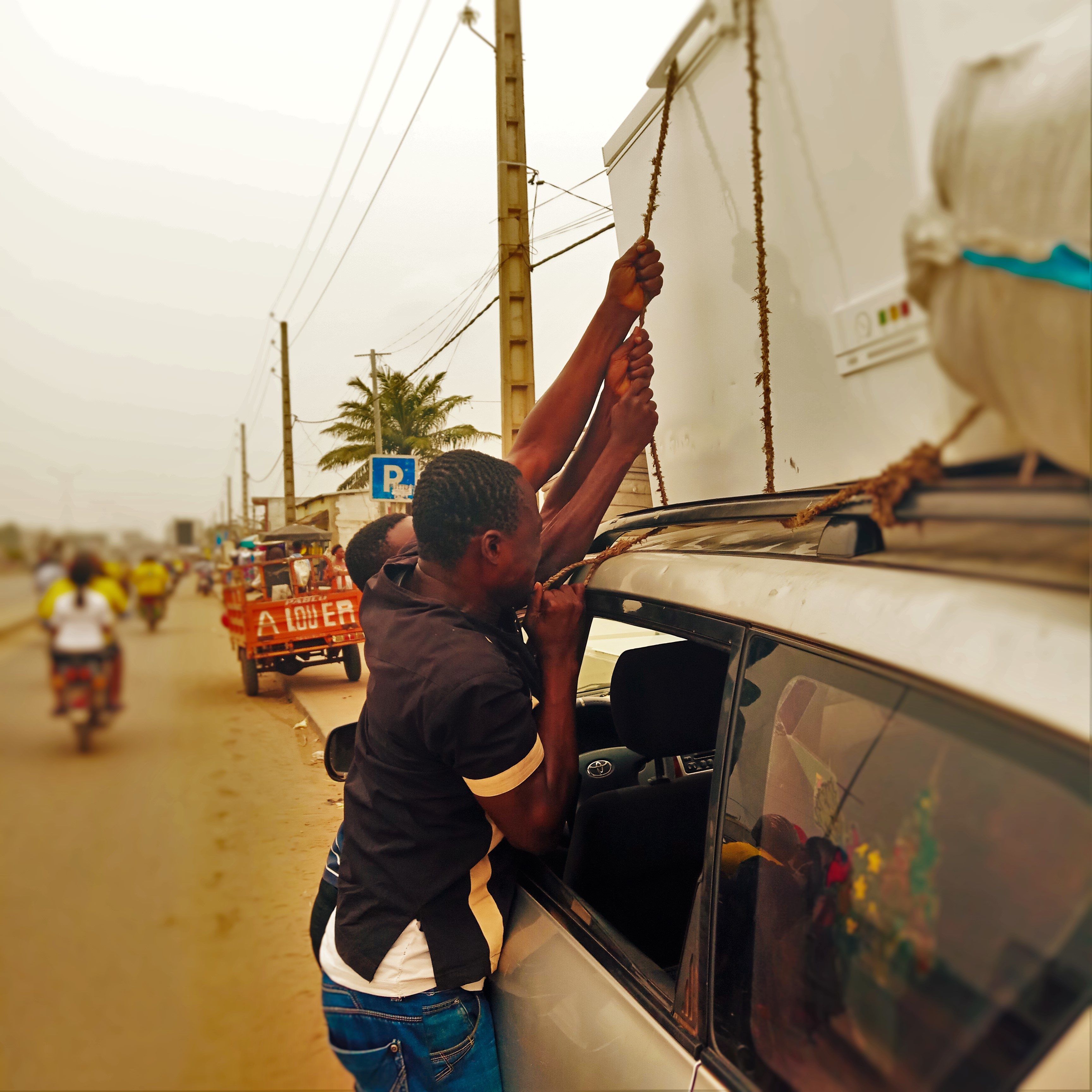
Chargement d'un taxi-brousse à Godomey, Bénin.
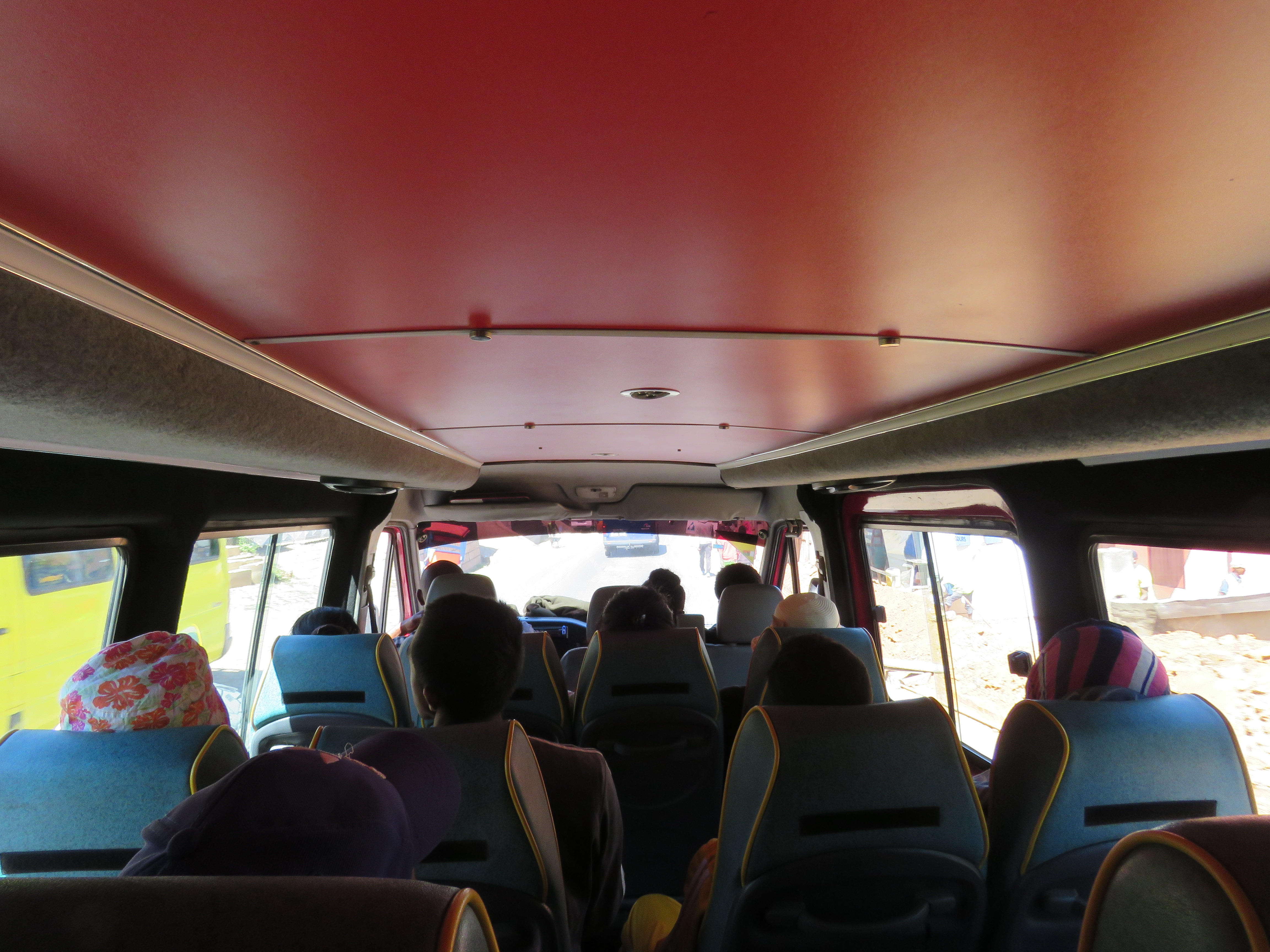
À l'intérieur d'un taxi-brousse à Madagascar.
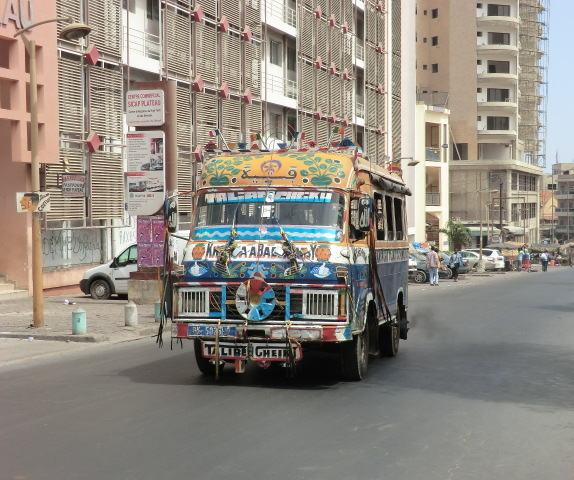
Taxi-brousse à Dakar, Sénégal.
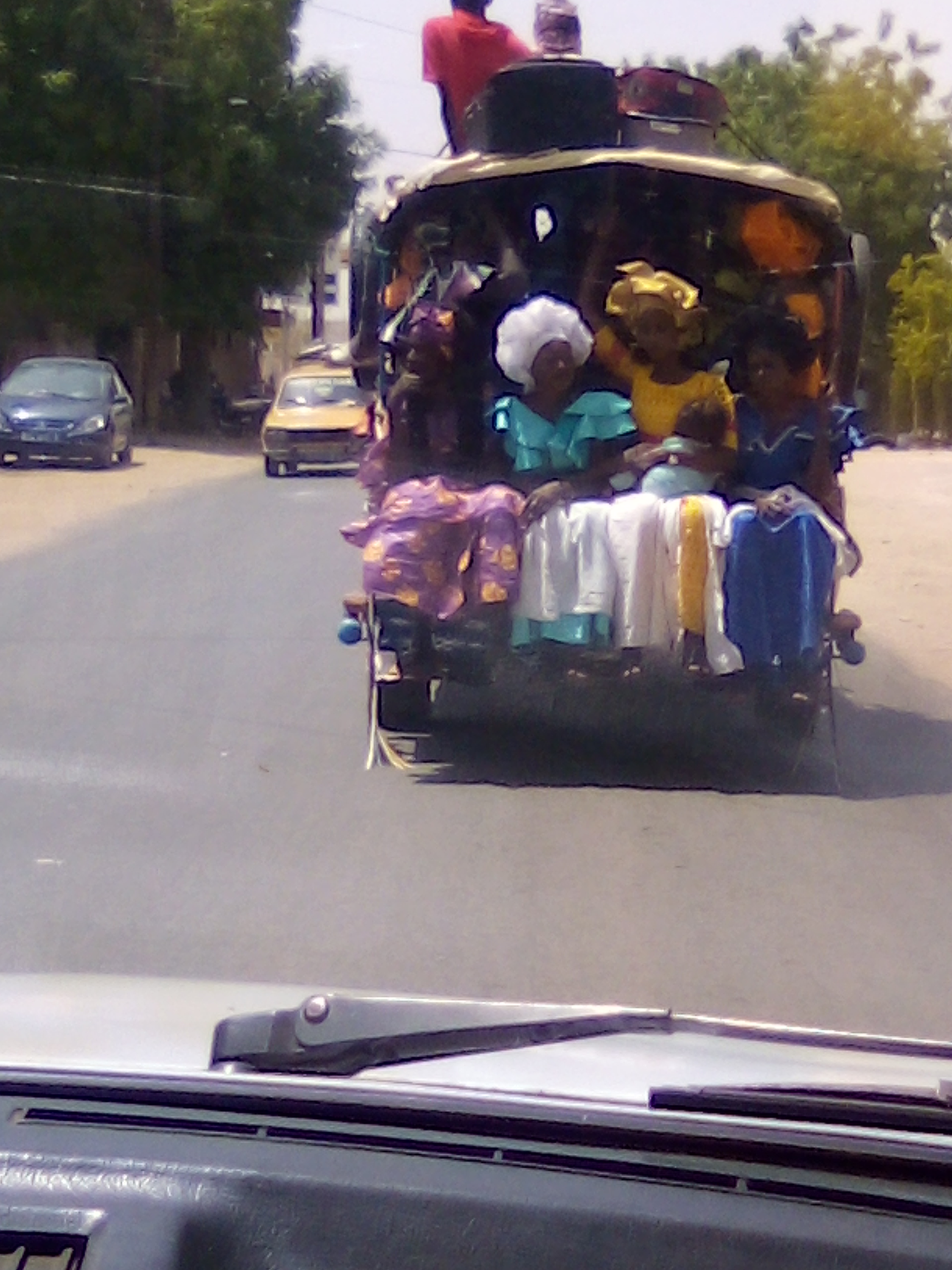
Taxi-brousse lors d'un mariage à Diourbel, Sénégal.
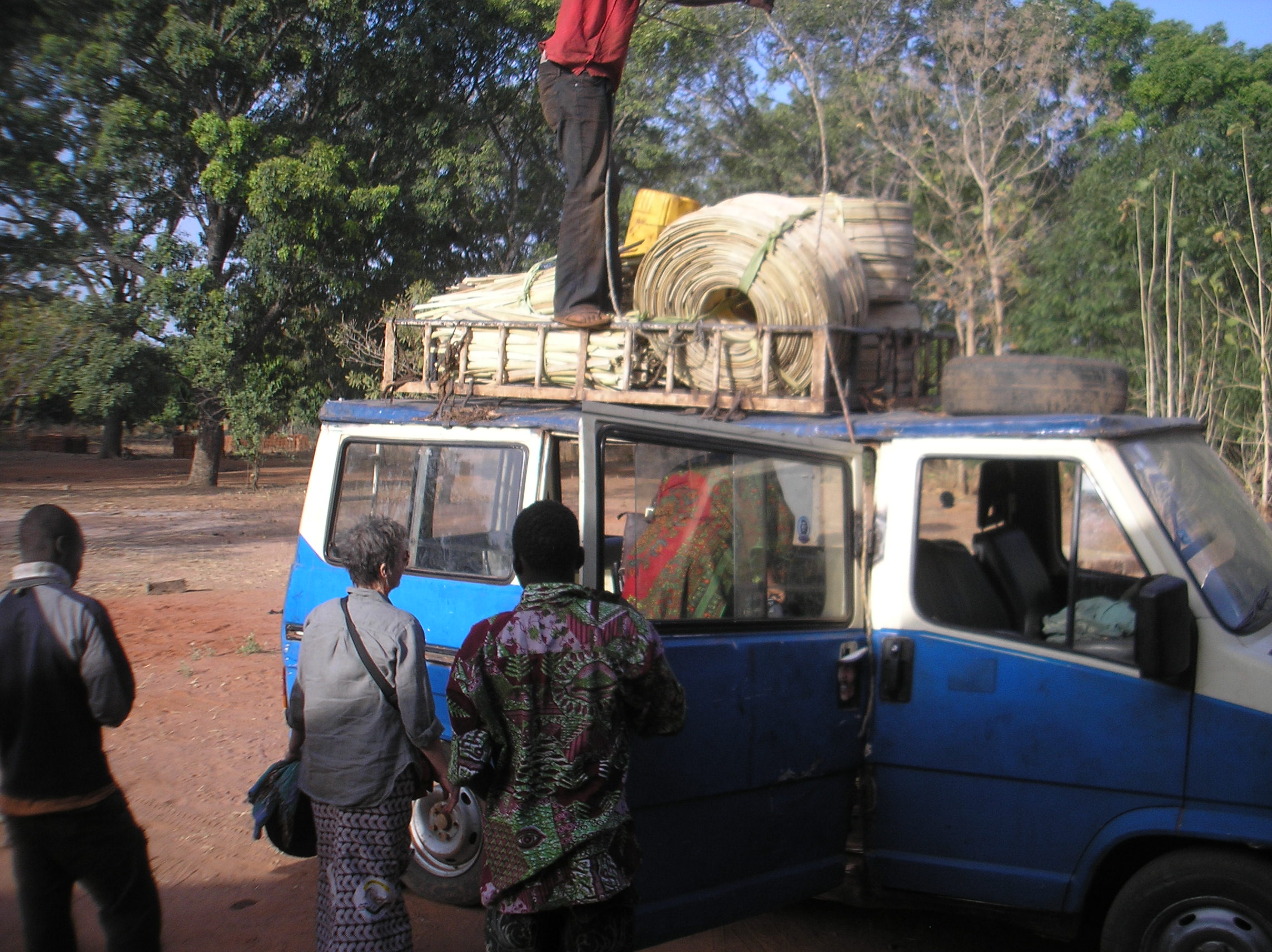
Taxi-brousse à Toussiana, Burkina Faso.
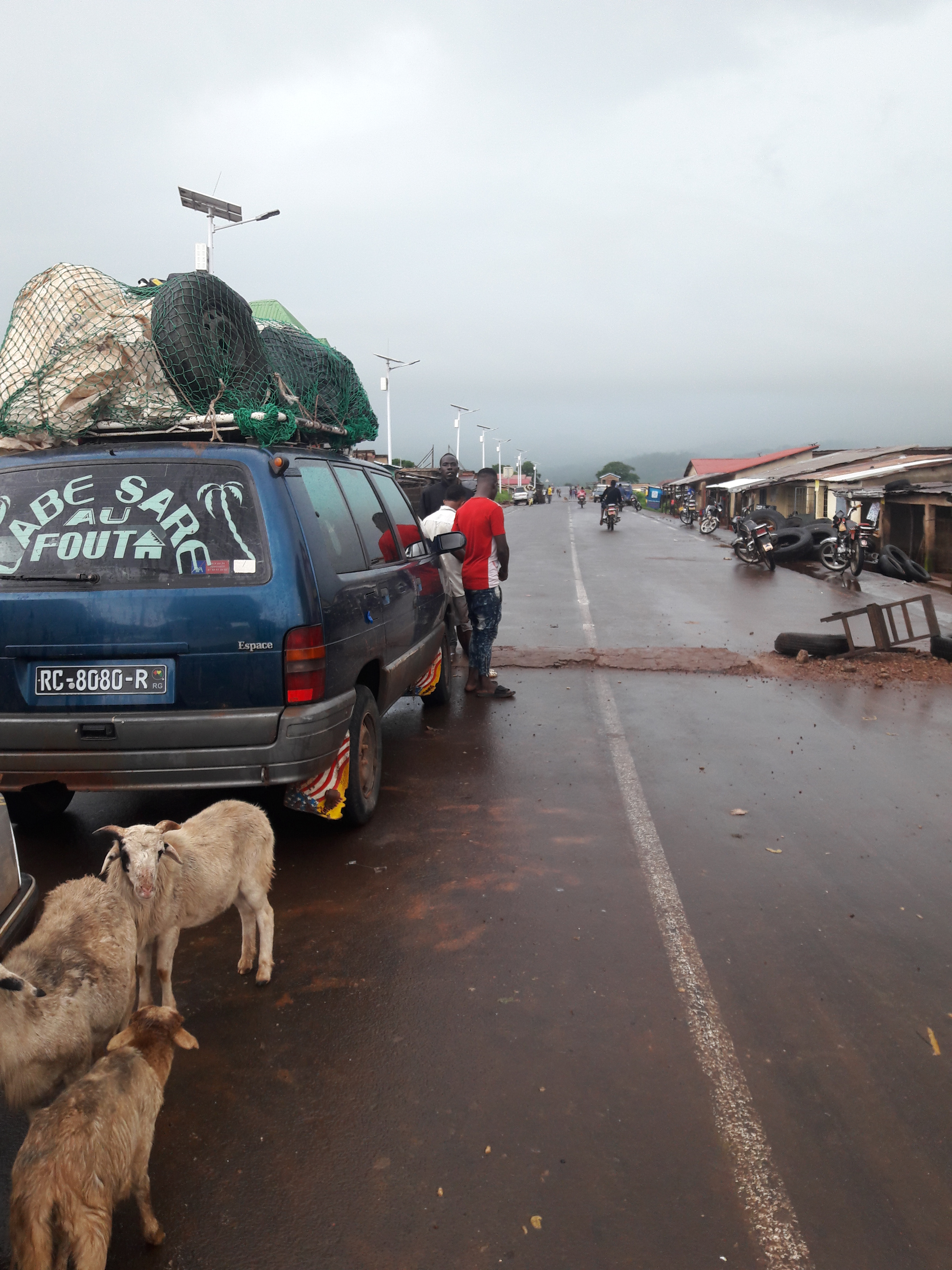
Un taxi-brousse dans le village de Labé, en Guinée.
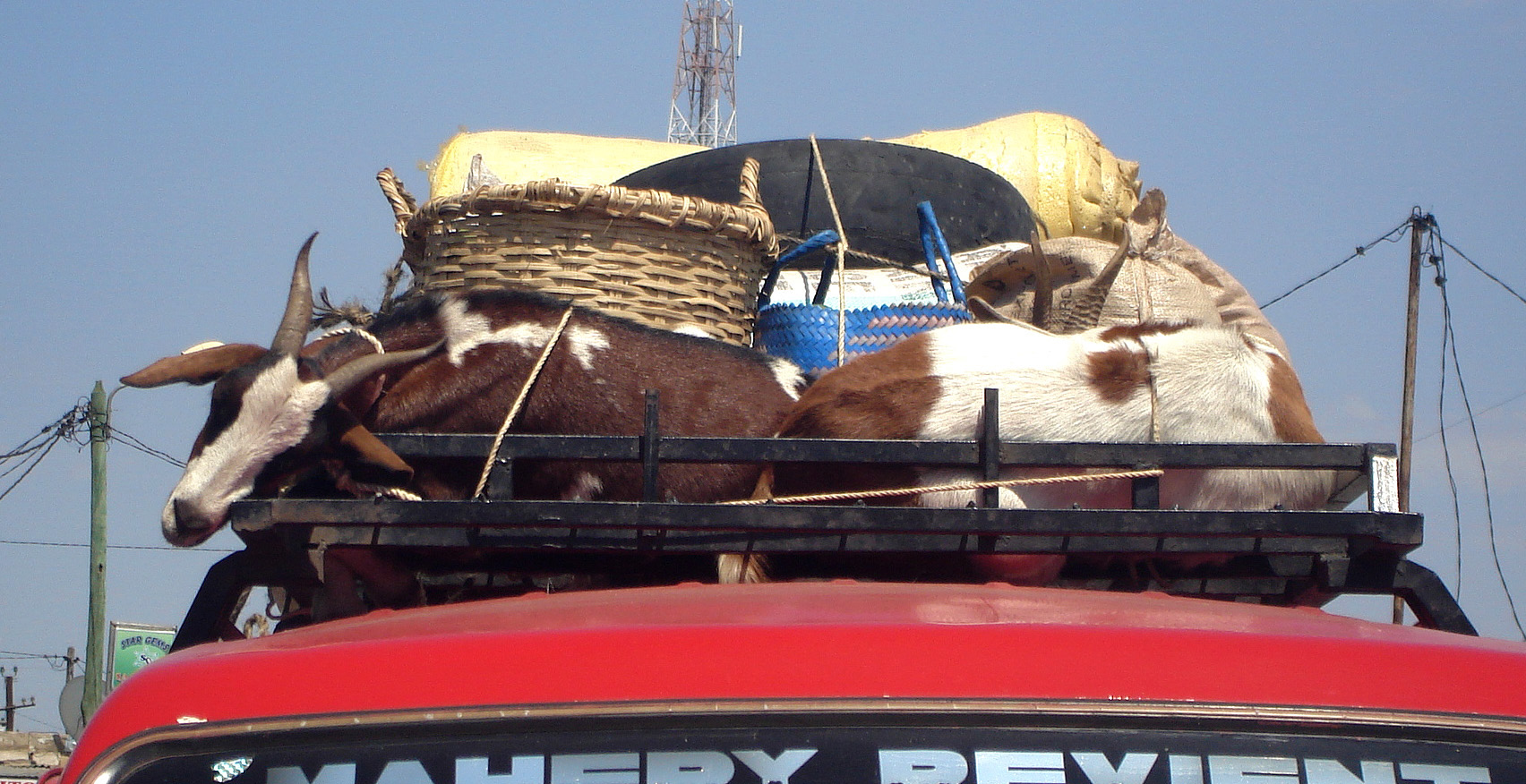
Transport de chèvres sur un taxi-brousse, Madagascar.
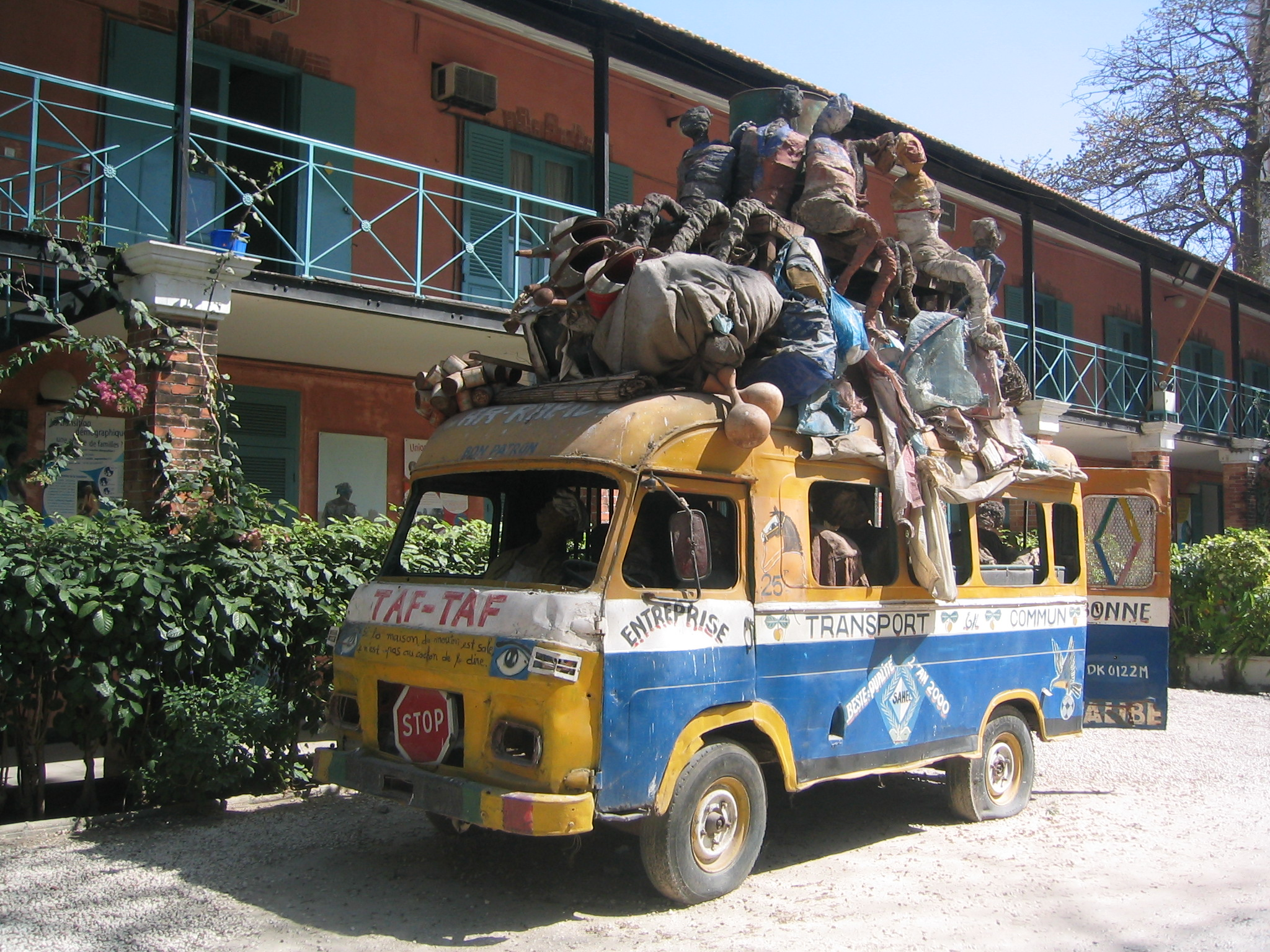
« Taxi Taf-Taf », installation exposée à l'Institut français de Dakar, Sénégal.
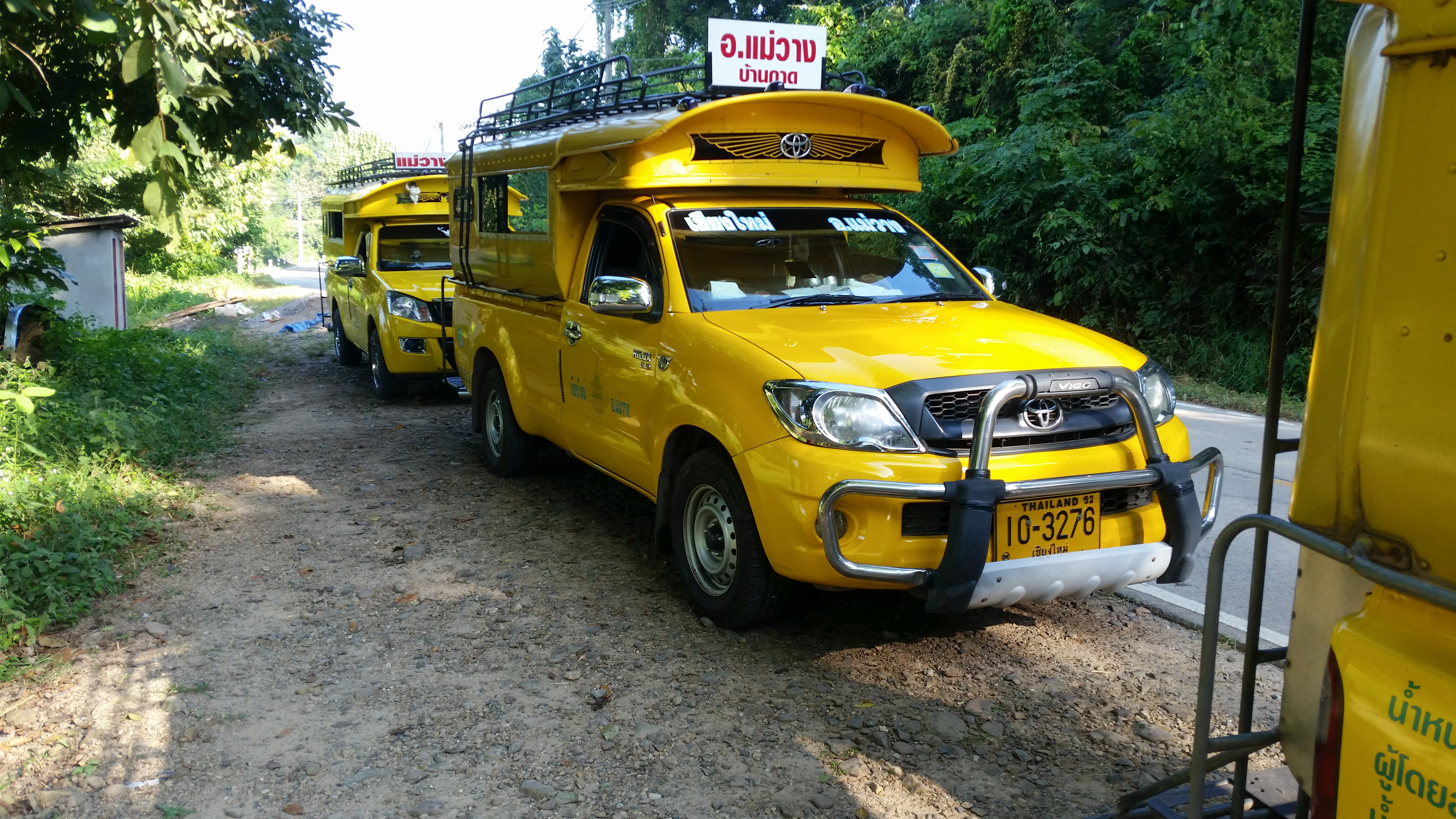
Taxis-brousse thaïlandais.